# Contrareformatie

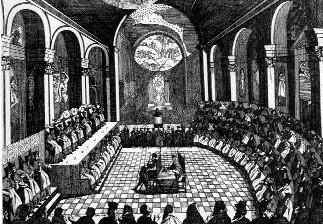
Concilie van Trente (1545-1563)

De Katholieke Reformatie, Katholieke Hervorming of Contrareformatie was de hervormingsbeweging binnen de Katholieke Kerk die aanving tijdens de 16e eeuw. Zij was deels een fenomeen van innerlijke restauratie waarvan de aanzetten reeds terug te vinden zijn in de 15e eeuw en deels een reactie op de protestantse Reformatie, die was ingezet door de Duitser Maarten Luther (1483-1546), de Fransman Johannes Calvijn (1509-1564) en de Zwitser Huldrych Zwingli (1484-1531), en op de ontwikkelingen in Engeland (de Anglicaanse Kerk en het puritanisme).
'Contrareformatie' is een naam die door de protestantse historici werd gegeven, omdat ze ervan uitgingen dat deze beweging ontstaan was als reactie op de protestantse Reformatie. Op het Concilie van Trente (1545-1563) werden in 126 stellingen (zgn. canones) onderdelen van de protestantse leer als dwaling gekenmerkt. Voor katholieken die van de leer van de Rooms-Katholieke Kerk afwijken en deze punten onderschrijven, gold en geldt het Anathema Sit (In de ban is hij). Daarbij moet worden aangetekend dat de anathema's alleen voor katholieken gelden, en dus niet voor het overgrote deel van de protestanten van tegenwoordig, die niet katholiek gedoopt zijn. Vooral de Inquisitie en later de jezuïeten waren actief in het bestrijden van de protestantse Reformatie.
De Katholieke Reformatie wordt door rooms-katholieke historici beschouwd als een voortzetting van een kerkelijke hervormingsbeweging die liep vanaf de 14e-eeuwse concilies tot het Concilie van Trente. Dit uitte zich in de hervormingsbewegingen van de oudere orden, zoals die van de karmelieten en minderbroeders, bij volkspredikers als Bernardinus van Siena (1380-1444), Johannes van Capistrano (1380-1450), Geiler van Kaisersberg (1445-1510) en een profetische figuur als Savonarola (1452-1498), in de stichting van nieuwe orden, bijvoorbeeld van de theatijnen (1524), kapucijnen (1528), barnabieten (1530), jezuïeten (1534) en de oratorianen (1574) van Filippo Neri, en in de activiteiten van bisschoppen als John Fisher (1469-1535), Reginald Pole en Gasparo Contarini. Later waren vooral Carolus Borromeus uit Milaan en Franciscus van Sales sleutelfiguren in het verderzetten van deze hervormingen.
Het was deze beweging die aanzette tot een meer verfijnde definiëring van de katholieke leer en de verbetering van het kerkelijk functioneren (bijvoorbeeld door het tegengaan van allerlei misstanden, het herstructureren van de administratie, verbetering van priesteropleidingen). Dit leidde tot het Concilie van Trente (1545-1563), onder andere bekend geworden door de vastlegging van de Tridentijnse ritus voor de mis die eeuwenlang, tot aan het Tweede Vaticaans Concilie (1962-1965) in de Katholieke Kerk algemeen in gebruik bleef. Deze ritus beleeft tegenwoordig weer een gestage opleving sinds de oprichting van de Pauselijke Commissie Ecclesia Dei in 1988 en de promulgatie van het motu proprio Summorum Pontificum van Paus Benedictus XVI in 2007, dat het gebruik ervan heeft vergemakkelijkt.
Het Concilie van Trente betekende met zijn talrijke hervormingsbesluiten de definitieve doorbraak van de katholieke binnenkerkelijke hervorming, die vervolgens een opleving en een geestelijke hoogconjunctuur binnen de Katholieke Kerk tot gevolg had.
De Nederlandse paus Adrianus VI, paus in de jaren 1522 en 1523, voerde het eerste pontificaat waarin de opkomst van de Contrareformatie te bespeuren viel. De gezanten die hij in 1522 naar de rijksdag te Neurenberg stuurde hadden de opdracht de misstanden in de Kerk te erkennen. Zodoende werd de noodzaak om te komen tot een katholieke hervorming voor het eerst na de hervorming officieel uitgesproken. Daarna zette paus Paulus III (1534-1549) het proces voort door het bijeenroepen van het concilie van Trente. Dit kwam in 1563 onder paus Pius IV tot afronding.
Op godsdienstig gebied was er een opleving van de mystiek en van de volksdevoties. Op het gebied van de eredienst, kunst en cultuur vindt men de geest van de Katholieke Reformatie weerspiegeld in de stijl van de kerkelijke barok, die de nieuwe religieuze geestdrift in grootse vormen gestalte gaf.

## Rol van de jezuïeten
De jezuïetenorde speelde een belangrijke rol in de katholieke Reformatie. Ze combineerden vroomheid en een sobere, haast militaire levensstijl die geïnspireerd was op hun Baskische stichter Iñigo Lopez de Loyola, beter bekend onder zijn Latijnse naam Ignatius van Loyola. Door de pauselijke bul uit 1540 (Regimini Militantis Ecclesiae) van Paulus III werkten zij onder de directe leiding van de paus zelf. Hun doelstellingen waren:
- het bekeren van de heidenen
- het herwinnen van degenen die hun geloof hadden verloren
- en bovenal: op te voeden.

Onder de jezuïeten was vooral de Italiaanse kardinaal en theoloog Roberto Francesco Romolo Bellarmino een van de meest fervente bestrijders van de protestantse doctrines.
Enkele decennia na hun oprichting zwierven hun missionarissen over de hele wereld uit, van Zuid-Amerika tot Japan. Over heel het katholieke Europa richtten zij hun colleges op, tot in Kiev toe.

## Belangrijke personen
- Paus Paulus III (1468-1549)
- Paus Julius III (1487-1555)
- Paus Paulus IV (1476-1559)
- Paus Pius IV (1499-1565)
- H. Paus Pius V (1504-1572)
- Paus Gregorius XIII (1502-1585)
- Paus Sixtus V (1521-1590)
- Paus Urbanus VIII (1568-1644)
- H. Ignatius van Loyola
- H. Theresia van Ávila